# Oberonia longispica
Oberonia longispica är en orkidéart som beskrevs av Rudolf Schlechter. Oberonia longispica ingår i släktet Oberonia och familjen orkidéer. Inga underarter finns listade i Catalogue of Life.